# Hackemühlen
Hackemühlen (niederdeutsch Hockmöhlen) ist ein Ortsteil der Gemeinde Lamstedt im Landkreis Cuxhaven in Niedersachsen.

## Geographie

### Geographische Lage
Hackemühlen befindet sich zwischen Hemmoor, Hechthausen und Lamstedt. Die nächste größere Verkehrsader ist die Bundesstraße 495, die in Glinde (bei Bremervörde) beginnt, und über Lamstedt und Hemmor nach Wischhafen und zur weiterführenden Elbfähre Glückstadt–Wischhafen führt.

### Nachbargemeinden
| Süderbusch Varrel 10 km, 6 km    | Heeßel, Wohlenbeck 3 km, 1,5 km             | Hemmoor Basbeck 4,7 km, 4,8 km               |
| Mittelstenahe 6 km               | Kompassrose, die auf Nachbargemeinden zeigt | Bornberg (Hechthausen), Ihlbeck 5 km, 2,5 km |
| Lamstedt, Großenhain 3 km, 14 km | Nindorf (Lamstedt), Hollnseth 4,5 km, 5 km  | Laumühlen, Kranenburg (Oste) 4,5 km, 7 km    |

## Geschichte
Das Dorf Hackemühlen ist eine Gründung der Adelsfamilie v. Brobergen auf Gut Wohlenbeck. Der Boden, auf dem die Siedlung entstand, gehörte wahrscheinlich zur Feldmark Lamstedt, denn im Jahre 1651 sagten vier alte Lamstedter in einem Prozess unter Eid aus, dass die Wiesen der Hackemühlener Bauern im „Basbrock“ früher Lamstedter Wiesen gewesen seien und dass die Adligen ohne Zustimmung der Lamstedter diese Wiesen  abgetrennt und dort Kötner angesiedelt hätten.
1594 wird die Siedlung einmalig unter dem Namen „Basbrock“ erwähnt, zu diesem Zeitpunkt wohnten dort fünf Kötner.
1638 tauchte erstmals der Name "Hacken Mühlen" auf, im Kirchenbuch kommt der Name "Basbrock" aber noch bis 1709 vor.
1647 werden die Kötner des neuen Dorfes mit denen von Rhaden zusammen aufgeführt, und in einer Liste von 1662 fehlt der Name Hackemühlen ganz.
Von 1594 bis 1647 war die Zahl der Siedler von fünf auf 15 angewachsen. Jeder zahlte jährlich vier Reichstaler Meierlasten.
Um 1640 wohnte auf der oberen Mühle, welche noch amtlich "Mühle zu Rhaden" genannt wurde, ein Müller "Haacke". Im Volk(e) hieß sie daher Haacken Mühlen. Der Name Hackemühlen wurde mit der Zeit auf die ganze Siedlung übertragen, und der Name "Mühle zu Rhaden" verschwand. Die untere Mühle ist später entstanden, wird aber im Kopfschatzregister von 1690 schon erwähnt.
Auf dem lokalen Friedhof befindet sich eine Kriegsgräberstätte, die an vier russische Kriegsgefangene des Ersten Weltkrieges und einen polnischen Zwangsarbeiter des Zweiten Weltkrieges, die in einem Gemeinschaftsgrab ruhen, erinnert.
Eingemeindungen
Im Jahr 1932 wurde die Gemeinde Rhaden mit Hackemühlen vereinigt.
Hackemühlen wurde im Zuge der Kommunalreform in Niedersachsen am 1. Juli 1972 in die Gemeinde Lamstedt eingegliedert.

## Religion
Hackemühlen gehört gemeinsam mit den Ortschaften Nindorf, Hollen, Abbenseth, Langeln, Armstorf, Dornsode und Langenmoor zum Südbezirk der Evangelisch-lutherischen Kirchengemeinde Lamstedt.

## Politik

### Gemeinderat und Bürgermeister
Auf kommunaler Ebene wird der Ortsteil Hackemühlen vom Lamstedter Gemeinderat vertreten.

### Wappen
Der Entwurf des Kommunalwappens von Hackemühlen stammt von dem Heraldiker und Wappenmaler Albert de Badrihaye, der zahlreiche Wappen im Landkreis Cuxhaven erschaffen hat.

## Kultur und Sehenswürdigkeiten
Baudenkmale
- Baudenkmale in Hackemühlen: Scheune Im Iserbrock 3
- Baudenkmale in Hackemühlen: Wohn-/ Wirtschaftsgebäude Hauptstraße 21

## Personen, die mit dem Ort in Verbindung stehen
Dieter Rohloff (1938–2011), Politiker (GRÜNE) und Mitglied des Niedersächsischen Landtages, besuchte die Volksschule in Hackemühlen.